# Arctocyon
Genre
Espèces de rang inférieur
- † Arctocyon acrogenius
- † Arctocyon corrugatus
- † Arctocyon ferox
- † Arctocyon matthesi
- † Arctocyon montanensis
- † Arctocyon mumak
- † Arctocyon primaevus

Arctocyon est un genre fossile de mammifère du Paléocène supérieur qui vivait en Europe. 

## Description
De la taille d'un gros chien, Arctocyon avait des jambes relativement courtes et robustes, munies d'ongles en forme de griffes, mais il marchait sur la plante des pieds comme les humains et les ours. Comme Chriacus qui lui est apparenté, il possédait une longue queue dont il se servait peut-être pour s'accrocher aux arbres, quoiqu'il soit plus probable qu'il s'agissait d'un animal terrestre. Le crâne, long et solide, portait une crête sagittale assez prononcée, qui chez les espèces actuelles sert généralement de point d'ancrage à des muscles masticatoires puissants. Le régime alimentaire est discuté car les dents présentent un mélange de caractères « herbivores » et « carnivores ». Les molaires sont robustes et faites pour broyer, comme celles des ours (d'où le nom Arctocyon, qui signifie « ours-chien »). Les incisives sembleraient adaptées à l'arrachage des feuilles, tandis que les canines sont allongées en forme de défenses. On peut supposer que cet animal, peu spécialisé, avait un régime alimentaire omnivore ou bien qu'il était, comme plusieurs Ursidés actuels, en train d'évoluer d'un régime carnivore vers un régime végétarien. L'espèce la plus connue est Arctocyon primaevus, dont on trouve des restes fossilisés en France dans de nombreuses couches du Paléocène supérieur.

## Sources
- (it) Cet article est partiellement ou en totalité issu de l’article de Wikipédia en italien intitulé « Arctocyon » (voir la liste des auteurs).